# Juan Enríquez de Guzmán y Fernández de Córdoba
Juan Enríquez de Guzmán y Fernández de Córdoba (m. 12 de enero de 1709), xii conde de Alba de Liste, v conde de Villaflor y mayordomo y caballerizo mayor de la reina Mariana de Neoburgo. Era hijo de Luis Enríquez de Guzmán, ix conde de Alba de Liste, y de su esposa Hipólita de Córdoba.

## Matrimonios
Casó en tres ocasiones. La primera vez con su sobrina Isabel de Guzmán y Velasco. Contrajo un segundo matrimonio en 1690 con Vicenta Jacinta María Téllez-Girón. Casó en terceras nupcias en Madrid (San Sebastián) el 5 de septiembre de 1699 con Isabel Josefa de Borja y Aragón, viuda de su sobrino, el xi conde de Alba de Liste. No tuvo descendencia de ninguno de sus matrimonios. Falleció el 12 de enero de 1709 y recibió sepultura en el convento de la Victoria.
Por sentencia de tenuta de 1713, se le reconoció a Luis Rubí Joaquín Enríquez de Bracamonte el derecho de suceder en este título, aunque no llegó a ostentarlo al fallecer sin descendencia el 25 de octubre de 1712. Por nueva sentencia de tenuta de 1716, sucedió Antonio Francisco Alfonso-Pimentel.